# رشل هاکس
رشل هاوکس (به انگلیسی: Rechelle Hawkes) ورزشکار زن رشتهٔ هاکی روی چمن اهل استرالیا است. وی در بین سال‌های ‎۱۹۸۸ تا ۲۰۰۰ میلادی در مسابقات بازی‌های المپیک تابستانی در مجموع ۳ مدال طلا را کسب کرد.